# Çerkezköy
Çerkezköy este un oraș din Turcia.